# Anna Knauer
Anna Knauer (20 februari 1995) is een Duits wielrenster, ze is zowel in het wegwielrennen als het baanwielrennen actief.
Bij de jeugd won Knauer een karrevracht aan nationale titels op de wielerbaan, maar ook internationaal scoorde ze met haar Europese (2012) en wereldtitel (2013) in het omnium hoge ogen. Maar ook op de weg behaalde ze nationale titels: drie tijdens de wegwedstrijd en één op de tijdritfiets.
Met deze serieuze adelbrieven kwam de 19-jarige Knauer begin 2014 bij het grote Rabobank-Liv Woman terecht. Bij het Nederlandse topteam werd ze ploeggenote van o.a. Marianne Vos en Pauline Ferrand-Prévot.

## Palmares

### Wegwielrennen
2014
- 2e etappe Ronde van België (ploegentijdrit)

### Baanwielrennen
| Jaar | DK                               | EK     | WK | Overig |
| ---- | -------------------------------- | ------ | -- | ------ |
| 2014 | omnium achtervolging puntenkoers | omnium |    |        |
| 2015 | omnium puntenkoers               |        |    |        |

Brand · De Jong · Ferrand-Prévot · Knauer · Knetemann · Niewiadoma · Slappendel · Stultiens · Tenniglo · Van der Breggen · Van Paassen · Van Vleuten · Vos
Brand · De Jong · Ferrand-Prévot · Gillow · Knauer · Knetemann · Korevaar · Koster · Niewiadoma · Stultiens · Tenniglo · Van der Breggen · Vos
De Boer · Van den Bos · Buurman · Ensing · Van Gogh · Hoeksma · Knauer · Koedooder · Post · Rooijakkers · Solovej · Stougje · Tromp
De Boer · Buurman · Buysman · Van Gogh · De Jong · Knauer · Post · Rooijakkers · Soet · Solovej · Steigenga · Stijns · Stougje · Swinkels · Tromp · Van Veen